# Carola Reyna

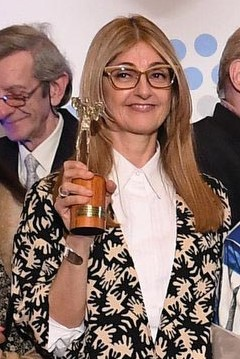
Reyna 2017

Carola Reyna (geboren am 15. April 1962 in Buenos Aires, Argentinien) ist eine argentinische Filmschauspielerin und Regisseurin. Sie wurde zweimal für den Cóndor de Plata (1995, 1996) nominiert. Weiters wurde sie viermal (2001, 2004, 2005 und 2006) für den Martin Fierro nominiert, welchen Reyna 2004 gewann.

## Leben
Ihr Vater war ein Filmproduzent. Sie verbrachte ihre Kindheit und Jugend in Caracas (Venezuela), Madrid und Buenos Aires. Reyna studierte Marketing. In ihrer Kindheit träumte sie Schriftstellerin zu werden. Seit 1994 ist sie in einer Beziehung mit Boy Olmi.
Ihr Filmdebüt gab sie 1987 im Film El hombre de la deuda externa.

## Filmografie
- 1983: Mesa de noticias (Fernsehserie, 2 Folgen)
- 1984: Tal como somos (Fernsehserie, 29 Folgen)
- 1985: Extraños y amantes (Fernsehserie, 29 Folgen)
- 1987: El hombre de la deuda externa
- 1988: El color escondido
- 1990: Estado civil (Fernsehserie, 3 Folgen)
- 1991: Pasión (Fernsehserie, 28 Folgen)
- 1991: El oro y el barro (Fernsehserie, 29 Folgen)
- 1992: Cuatro caras para Victoria
- 1992: Algunas mujeres (Kurzfilm)
- 1992: Sex a pilas (Fernsehserie, 3 Folgen)
- 1992: El precio del poder Fernsehserie (20 Folgen)
- 1992: Luces y sombras Fernsehserie (19 Folgen)
- 1993: Apasionada (Fernsehserie, 29 Folgen)
- 1994: El amante de las películas mudas
- 1995: Casas de fuego
- 1994–1995: Nueve lunas (Fernsehserie, 29 Folgen)
- 1996: Carlos Monzón, el segundo juicio
- 1992–1996: Alta comedia (Fernsehserie, 7 Folgen)
- 1996: Los especiales de Doria (Fernsehserie, 1 Folge)
- 1997: Ricos y famosos (Fernsehserie, 3 Folgen)
- 1997: Señoras y señores (Fernsehserie, 17 Folgen)
- 1998: Gasoleros (Fernsehserie)
- 1998: Casa natal (Fernsehserie, 19 Folgen)
- 2000: Tiempofinal (Fernsehserie, 1 Folge)
- 2001: Vidas privadas
- 2001: El sodero de mi vida (Fernsehserie, 203 Folgen)
- 2002: Las caras de la luna
- 2002: Máximo Corazón (Fernsehserie, 139 Folgen)
- 2003: }ndia pravile
- 2002: Los simuladores (Fernsehserie, 3 Folge)
- 2003: Sol negro (Miniserie, 12 Folge)
- 2004: La puta y la ballena
- 2004: La niñera (Fernsehserie, 172 Folgen)
- 2005: El fuego y el soñador
- 2005: Conflictos en red (Miniserie, 1 Folge)
- 2005: Botines: Miniserie (1 Folge)
- 2006: Amas de casa desesperadas (Miniserie, 19 Folgen)
- 2005–2008: Mujeres asesinas (Fernsehserie, 2 Folgen)
- 2008: Atracción x4 (Fernsehserie, 109 Folgen)
- 2010: Ciega a citas (Fernsehserie, 11 Folgen)
- 2011: Sr. y Sra. Camas (Fernsehserie, 108 Folgen)
- 2012: Historia Clinica (Miniserie, 1 Folge)
- 2012: Daños colaterales (Fernsehfilm)
- 2013: Los vecinos en guerra (Fernsehserie, 137 Folgen)
- 2014: Betibú
- 2015: El espejo de los otros
- 2015: Francisco - El Padre Jorge Bauness (Kurzfilm)
- 2015–2016: Esperanza mía (Fernsehserie, 193 Folgen)
- 2016: Educando a Nina (Fernsehserie, 134 Folgen)
- 2017: Cuéntame cómo pasó (Fernsehserie, 1 Folge)
- 2019: Tu parte del trato (Fernsehserie, 8 Folgen)
- 2022: Ecos de un crimen
- 2022: El Secreto de la Familia Greco (Fernsehserie, 2 Folgen)

## Auszeichnungen und Nominierungen
- 1995: Cóndor de Plata (Film: El amante de las películas mudas) als beste Hauptdarstellerin nominiert
- 1996: Cóndor de Plata (Film: Casas de fuego) als beste Nebendarstellerin nominiert
- 2001: Martin Fierro (Film: El sodero de mi vida) nominiert als beste Nebendarstellerin
- 2004: Martin Fierro (Film: La niñera) als beste Nebendarstellerin ausgezeichnet
- 2005: Martin Fierro (Filme: Mujeres asesinas, Botines) als beste Hauptdarstellerin in einer Miniserie oder einem Fernsehfilm nominiert
- 2006: Martin Fierro (Film: Amas de casa desesperadas) als beste Hauptdarstellerin in einer Miniserie oder einem Fernsehfilm nominiert
- 2014: Award of the Argentinean Academy (Film: Betibú) als beste Nebendarstellerin nominiert
- 2017: Premio Podestá für ihr Lebenswerk[4]